# Richard Budgett
Richard Gordon McBride Budgett (OBE) (født 20. marts 1959 i Glasgow, Skotland) er en britisk tidligere roer og olympisk guldvinder.
Budgett vandt en guldmedalje ved OL 1984 i Los Angeles, som del af den britiske firer med styrmand. Steve Redgrave, Martin Cross, Andy Holmes og styrmand Adrian Ellison udgjorde resten af besætningen. Det var det eneste OL han deltog i.
Budgett, der er uddannet læge, blev i 2012 ansat som medicin- og forskningsdirektør af IOC.

## OL-medaljer
- 1984:  Guld i firer med styrmand